# I Want It That Way
«I Want It That Way» (с англ. — «Я хочу, чтобы так было») — первый сингл с третьего студийного альбома группы Backstreet Boys — Millennium. Критики положительно восприняли песню и высоко оценили ее запоминаемость, а также назвали ее поп-балладой года. Песня была номинирована на три премии Грэмми и была включена в рейтинги Blender, MTV, Rolling Stone и VH1. В 2021 году песня заняла 240-е место в пересмотренном списке «500 величайших песен всех времен» журнала Rolling Stone. «I Want It That Way» ― фирменная песня Backstreet Boys, она заняла первое место более чем в 25 странах, включая Австрию, Германию, Италию, Новую Зеландию, Швейцарию и Великобританию. В США песня достигла шестого места в чарте Billboard Hot 100 в течение восьми недель подряд, в то время как она возглавляла чарты для взрослых и Топ-40 основных чартов.

## История создания
В тексте песни используются лишь общие фразы, поэтому смысл текста трудно определить. По словам Хауи Дороу, «Вот что происходит, когда ты обращаешься к шведским авторам песен для создания супер-хита. Английский не является для них родным языком. Так что мы определенно испытываем трудности перевода».
В январе 1999 года группа записала альтернативную версию песни, которая была включена на некоторые ранние демовыпуски альбома. В этой версии песня имела противоположное значение. Некоторые строчки одинаковы в обеих версиях, некоторые — изменены, но заканчиваются той же рифмой. Слова к альтернативной версии были написаны Максом Мартином и Андреасом Карлссоном в сотрудничестве с Маттом Ланжем. Версия распространилась в интернете через Napster и другие сервисы, а также была в ротации некоторых радиостанций. После переработки песня «утратила своё очарование», и группа решила вернуться к первоначальному варианту.

## Популярность
Сингл побил рекорд по скорости добавления в плей-лист радиостанций (165 станций в первую неделю). Он оставался на первом месте хит-парада популярной современной музыки для взрослых (англ. Hot Adult Contemporary Tracks) журнала Billboard на протяжении 14 недель. В хит-параде Billboard Top 40 Mainstream он поставил рекорд по количеству недель на первом месте. Песня добралась только до 6 места в хит-параде Billboard Hot 100 и оставалась в чарте на протяжении 31 недель. «I Want It That Way» дебютировала на первой строчке хит-парадов Великобритании, Италии, Испании, Канады, Голландии, Австрии, Швейцарии и Германии.
Песня также была высоко оценена критиками. Она получила 3 место в списке «Величайших песен девяностых» канала VH1 в декабре 2007 года, 10 место в списке «100 величайших поп-песен всех времён» по версии канала MTV и журнала Rolling Stone в 2000 году. Она заняла 16 место в списке «500 величайших песен с твоего рождения» журнала Blender и 61 место в списке «100 величайших песен последних 25 лет» канала VH1 в июне 2003.
Композиция получила три номинации на премию Грэмми: «Запись года», «Песня года» и «Лучшее поп-исполнение дуэтом или группой», все три награды получила песня Карлоса Сантаны «Smooth».

### Популярность по-новому
27 сентября 2017 года вышел пятый сезон сериала «Бруклин 9-9», где в 9-й серии («99») пятеро подозреваемых исполнили её. Сцена стала мемом в зарубежном Интернете, и уже немало раз была спародирована на YouTube.

## Музыкальное видео
Видео было снято режиссёром Уэйном Ишэмом в международном аэропорту Лос-Анджелеса 1 апреля 1999 года. Видео в основном состоит из кадров исполнения группой песни в аэропорту и на фоне самолета. Ближе к концу клипа участников провожает группа поклонников с цветами и плакатами.
Видеоклип занял 3 место в списке «10 самых знаковых видео всех времен» на финале программы MTV Total Request Live и 35 место в списке «100 лучших видео канала MuchMusic».
«I Want It That Way» было просмотрено более 1 миллиарда раз на Youtube.

## Пародии и влияние на поп-культуру
- «Странный Эл» Янкович записал пародию под названием «eBay».
- Группа Blink-182 спародировала видеоклип в своем видео «All the small things».
- Видео двух китайских студентов, исполняющих «I Want It That Way», стало интернет-мемом.
- Песню спародировала поп-панк-группа Allister в своём альбоме «Dead ends and girlfriends» 1999 года.
- Американская группа психоделического рока Vanilla Fudge записала кавер-версию песни для своего альбома «The Return».
- Популярное видео под названием «День в офисе», записанное 5 сотрудниками офиса на веб-камеры ноутбуков и выложенное на YouTube в октябре 2009 года, также стало интернет-мемом.
- Ещё одна популярная видео-пародия на эту песню была в вышеупомянутом сериале «Бруклин 9-9».

## Список композиций
Основная версия
1. I want it that way — 3:34
2. My heart stays with you (Full Force) — 3:37
3. I’ll be there for you (Гэри Бейкер, Тимми Аллен, Уэйн Перри)- 4:43

Австралия (макси-сингл)
1. I want it that way (album version) — 3:34
2. I want it that way (Morales club version) — 7:21
3. I want it that way (The Wunder dub) — 6:50
4. I want it that way (Jazzy Jim vocal mix) — 3:42

Голландия
1. I want it that way — 3:34
2. My heart stays with you (Full Force) — 3:37

## Чарты
| Чарт(1999–2001)                     | Высшая позиция |
| ----------------------------------- | -------------- |
| Австралия (ARIA)                    | 2              |
| Австрия (Ö3 Austria Top 40)         | 1              |
| Бельгия/Фландрия (Ultratop 50)      | 4              |
| Бельгия/Валлония (Ultratop 50)      | 7              |
| Канада (RPM Top Singles)            | 2              |
| Канада (RPM Adult Contemporary)     | 1              |
| Czech Republic (IFPI)               | 1              |
| Denmark (IFPI)                      | 2              |
| Europe (European Hot 100 Singles)   | 1              |
| Финляндия (Suomen virallinen lista) | 4              |
| Франция (SNEP)                      | 20             |
| Германия (GfK)                      | 1              |
| Greece (IFPI)                       | 1              |
| Guatemala (El Siglo de Torreón)     | 1              |
| Hungary (MAHASZ)                    | 2              |
| Ирландия (IRMA)                     | 3              |
| Italy (Musica e dischi)             | 1              |
| Нидерланды (Dutch Top 40)           | 1              |
| Нидерланды (Single Top 100)         | 1              |
| Новая Зеландия (Recorded Music NZ)  | 1              |
| Норвегия (VG-lista)                 | 1              |
| Шотландия (Scottish Singles Chart)  | 1              |
| Испания (PROMUSICAE)                | 1              |
| Швеция (Sverigetopplistan)          | 2              |
| Швейцария (Schweizer Hitparade)     | 1              |
| Великобритания (UK Singles Chart)   | 1              |
| Великобритания (UK Indie Chart)     | 1              |
| США (Billboard Hot 100)             | 6              |
| США (Billboard Adult Contemporary)  | 1              |
| США (Billboard Adult Top 40)        | 11             |
| США (Billboard Mainstream Top 40)   | 1              |
| США (Billboard Rhythmic)            | 5              |
| US Top 40 Tracks (Billboard)        | 1              |

| Чарт(2019)                       | Высшая позиция |
| -------------------------------- | -------------- |
| Япония (Billboard Japan Hot 100) | 35             |

| Чарт(1999)                        | Позиция |
| --------------------------------- | ------- |
| Australia (ARIA)                  | 25      |
| Austria (Ö3 Austria Top 40)       | 19      |
| Belgium (Ultratop 50 Flanders)    | 33      |
| Belgium (Ultratop 50 Wallonia)    | 35      |
| Canada Top Single (RPM)           | 3       |
| Canada Adult Contemporary (RPM)   | 1       |
| Europe (Eurochart Hot 100)        | 14      |
| Germany (Official German Charts)  | 14      |
| Netherlands (Dutch Top 40)        | 11      |
| Netherlands (Single Top 100)      | 14      |
| New Zealand (Recorded Music NZ)   | 17      |
| Romania (Romanian Top 100)        | 22      |
| Spain (PROMUSICAE)                | 5       |
| Sweden (Sverigetopplistan)        | 9       |
| Switzerland (Schweizer Hitparade) | 7       |
| UK Singles (OCC)                  | 35      |
| US Billboard Hot 100              | 15      |
| US Adult Contemporary (Billboard) | 6       |
| US Mainstream Top 40 (Billboard)  | 7       |
| US Rhythmic (Billboard)           | 13      |

| Чарт(2000)                        | Позиция |
| --------------------------------- | ------- |
| US Adult Contemporary (Billboard) | 11      |

## Сертификации
| Регион | Сертификация  | Продажи   |
| --- | ------------- | --------- |
| Австралия (ARIA) | 5× Платиновый | 350 000   |
| Австрия (IFPI Austria) | Золотой       | 25 000*   |
| Бельгия (BEA) | Платиновый    | 50 000*   |
| Дания (IFPI Danmark) | 2× Платиновый | 180 000   |
| Финляндия | —             | 31,000    |
| Германия (BVMI) | Платиновый    | 500 000^  |
| Италия (FIMI) | Платиновый    | 70 000    |
| Япония (RIAJ) · Digital single | 2× Платиновый | 500 000*  |
| Япония (RIAJ) · Ringtone | 3× Платиновый | 750 000*  |
| Нидерланды (NVPI) | Золотой       | 50 000^   |
| Новая Зеландия (RMNZ) | Платиновый    | 10 000*   |
| Швеция (GLF) | 2× Платиновый | 60 000^   |
| Швейцария (IFPI Switzerland) | Золотой       | 25 000^   |
| Великобритания (BPI) | 2× Платиновый | 1,380,000 |
| США (RIAA) | 3× Платиновый | 3 000 000 |
| * Данные о продажах приведены только на основе сертификации. · ^ Данные о тиражах приведены только на основе сертификации. · Данные о продажах + прослушиваниях приведены только на основе сертификации. |               |           |